# Celia (співачка)
Христина Іоана Соколан (рум. Cristina Ioana Socolan; нар.. 14 жовтня 1984, Дева, Румунія) — румунська співачка, виконавиця у напрямках хаус, танцювальна музика і поп-музика, більш відома своїм сценічним ім'ям Celia. Почала свою кар'єру в 2005 році в румунській групі Elegance. У тому ж році вона випускає свій перший альбом «Cine te iubește».

## Біографія
Христина народилася 14 жовтня 1984 року в місті Дева в жудеці Хунедоара. Її батьки Іоан та Родіка Соколан. Також є сестра Андрея. Почала навчатися в школі у рідному місті, але в другому класі перейшла до Ліцею музики та мистецтва «Сиджисмунд Тодуце», який і закінчила. У 12 років почала займатися народними та сучасними танцями, згодом була обрана солісткою ансамблю. Незабаром після закінчення ліцею, Христина влаштувалася до агентства, що організовувало бенкети. Одночасно виступала на бенкетах, організованих агентством, зі своєю музичним гуртом. На одному з таких виступів Христину помітив композитор Кості Іоніце, який допоміг їй увійти до складу групи Elegance.

## Особисте життя
Незабаром після уходу Христини з гурту Elegance, в румунських ЗМІ повідомлялося про можливий роман Христини з композитором Кості Іоніце, який розлучився зі своєю дівчиною, колегою по групі Христини, в той же період. Це припущення було спростовано самою Христиною, вона заявила: «у нас з Кості не було ніяких романів, ці неправдиві чутки з'явилися через те, що я залишаю гурт». Тим часом Крістіна почала зустрічатися з турецьким бізнесменом Аскімом Кемал. У 2008 році вони вирішили одружитися, призначивши дату весілля на жовтень 2010 року, але незабаром вони розійшлися. Пізніше Христина знову зійшлася з Аскімом, але вони знову-таки розійшлися на початку 2010 року. ЗМІ повідомляли, що співачка Христина розірвала відносини з турком через те, що її наречений примушував її закінчити кар'єру співачки після весілля.

## Дискографія і сингли
| Назва альбому (оригінал (рум.)) | Назва альбому (переклад)  | Рік  |
| ------------------------------- | ------------------------- | ---- |
| «Cine te iubește»               | «Хто тебе любить»         | 2005 |
| «Celia»                         | «Челія»                   | 2007 |
| «Al doilea album de studio»     | «Другий студійний альбом» | 2010 |

| Назва синглу (оригінал (рум.))                | Назва синглу (переклад)               | Рік  |
| --------------------------------------------- | ------------------------------------- | ---- |
| «Râd cu tine» — cu Elegance                   | «Сміємося разом» — спільно з Elegance | 2005 |
| «Pot zbura»                                   | «Я можу літати»                       | 2007 |
| «Trag aer în piept»                           | «Вдихну»                              | 2007 |
| «Șoapte»                                      | «Шепіт»                               | 2008 |
| «O de mie cuvinte»                            | «Тисяча слів»                         | 2008 |
| «Silence» (англ.)                             | «Тиша»                                | 2008 |
| «Povestea mea» (рум.), або «My Story» (англ.) | «Моя історія»                         | 2009 |